# Voirie de la forêt de Bondy
La voirie de la forêt de Bondy également appelée plus simplement voirie de Bondy était une immense décharge à ciel ouvert, située dans la forêt de Bondy.

## Historique
La voirie de la forêt de Bondy est autorisée par ordonnance du 13 juin 1845 : 

« Louis-Philippe, etc.;
Sur le rapport de notre Ministre secrétaire d'État au département de l'agriculture et du commerce; 
Vu la demande de la Ville de Paris, tendant à obtenir l'autorisation de former à la Petite-Villette, commune de la Villette (Seine), près le port de débarquement du canal de l'Ourcq, un établissement dans lequel les matières provenant des vidanges de la ville de Paris, doivent être versées et séparées sans dégagement de gaz au dehors, pour être envoyées à la voirie de Bondy, conformément aux plan et système adoptés par le Conseil municipal dans sa délibération du 23 décembre 1842;
Les certificats d'apposition d'affiches dans un rayon de cinq kilomètres;
Les procès-verbaux de l'enquête de commodo et incommodo, les oppositions et déclarations y portées et celles y annexées;
 Les observations des maires de la Villette, de Pantin, d'Aubervilliers, du Pré-Saint-Gervais et de Belleville;
 L'avis du sous-préfet de Saint-Denis; Le rapport de l'architecte, commissaire de la petite voirie; Le rapport du Conseil de salubrité; L'avis en forme du Conseil de Sous-Préfecture; L'avis du Préfet de Police; L'avis du Préfet de la Seine; La lettre de notre Ministre, secrétaire d'État de la Guerre, en date du 6 décembre 1843; L'avis du Conseil consultatif des arts et manufactures; La nouvelle délibération du Conseil municipal de la Ville de Paris, en date du 31 mai 1844, et les nouvelles observations de M. le Préfet de la Seine, contenues dans sa lettre du 20 juin 1844 ; Le plan figuratif des lieux; 
Vu le Décret du 15 octobre 1810 et l'ordonnance réglementaire du 14 janvier 1815;
Notre Conseil d’État entendu;
Nous avons ordonné et ordonnons ce qui suit:
- Article 1 : La Ville de Paris est autorisée à former à la Petite-Villette, commune de la Villette (Seine), près du port d'embarquement du canal de l'Ourcq, un établissement dans lequel les matières provenant des vidanges de la Ville de Paris seront déposées et séparées sans dégagement de gaz au dehors, pour être envoyées à la voirie de Bondy, les parties liquides par une conduite souterraine et les parties denses par le canal ou autrement, conformément aux plan et système proposés par le Conseil municipal de Paris dans sa délibération du 23 décembre 1842.

- Article 2 : Toutes les voitures de vidanges continueront à sortir exclusivement par la barrière du Combat; 
elles devront suivre la rue de Meaux, qui sera entièrement pavée et prolongée parallèlement à la route d'Allemagne jusqu'à la hauteur du nouvel établissement de vidanges, auquel elle aboutira par une rue nouvelle à ouvrir (la rue Petit) en traversant perpendiculairement ladite route d'Allemagne.
Les frais d'ouverture, de pavage et d'entretien desdites rues seront à la charge de la Ville de Paris.

- Article 3 : Notre Ministre secrétaire d’État au département de l'Agriculture et du Commerce est chargé de l'exécution de la présente ordonnance.

Fait au Palais de Neuilly, le 13 juin 1845.
Signé: LOUIS-PHILIPPE »

La voirie de la forêt de Bondy est ouverte en 1849, après la fermeture et la suppression de la voirie de Montfaucon fut supprimée et remplacée en raison de sa proximité avec le canal de l'Ourcq.
La voirie de la forêt de Bondy comprenait :
- Un dépotoir, situé au port d'embarquement de la Villette et servant au déversement et au départ des matières extraites par la vidange des fosses d'aisances de Paris.
- Un dépôt situé dans la forêt de Bondy et auquel sont amenées les matières liquides, par un tuyau souterrain et les matières solides par des bateaux naviguant sur le canal de l'Ourcq

Le dépotoir
Le dépotoir se composait d'un bâtiment central et de 2 pavillons.

Le bâtiment central était occupé par un système de galeries parallèles correspondant à des citernes placées au-dessous et aboutissant à un radier général. 

L'un des pavillons renfermait 2 machines à vapeur de 10 et 12 chevaux, servant à faire mouvoir 3 pompes aspirantes et foulantes, pouvant aspirer, à volonté, soit les liquides contenus dans les citernes, soit l'eau du canal prise dans le port. Les machines  mettaient aussi en mouvement un ventilateur qui aspirait l'air des galeries et qui l'envoyait dans les foyers des machines où il entretenait la combustion.

Lorsqu'une voiture chargée de matières liquides arrivait au dépotoir, elle s'engageait dans l'une des galeries, et au moyen d'un tuyau de cuir on versait son contenu dans un égout qui régnait au-dessus des reins de la voûte en arc de cloître de la citerne médiane, et faisait arriver les matières dans des citernes qui avaient été vidées la nuit précédente.

La machine à vapeur qui fonctionnait pendant toute la durée du versement des matières, mettait en mouvement les pompes et celles-ci refoulaient les liquides jusqu'à Bondy, par une conduite établie sur le revers du canal de l'Ourcq. En même temps, le ventilateur forçait l'air extérieur à pénétrer dans l'établissement, tandis que l'air vicié allait se bruler dans les foyers des chaudières.

Après chaque opération, les citernes étaient nettoyées, lavées et désinfectées. Les dépôts qui pouvaient se former étaient placés dans des tonnes qui étaient ensuite transportées par un petit chemin de fer, jusqu'au port ou elles étaient embarquées avec les matières solides.
La voirie
La voirie, qui avait 1 km de longueur environ, était située un peu au-dessus du village de Bondy, sur les bords du canal et dans la forêt. Au milieu il y avait une chaussée en débarcadère sur le canal et munie de grues et de treuils. De chaque côté de cette chaussée se trouvait une série de bassins de 1,50 m à 2 m de profondeur. 
Les uns recevaient les liquides versés par le dépotoir, qui étaient ensuite conduits, par un canal à ciel ouvert, dans une fabrique de sels ammoniacaux, établie au nord de la voirie, et après avoir été usés, ils étaient rejetés dans la Seine, près de Saint-Denis. 
Les autres recevaient les matières solides amenées par les bateaux, qui étaient ensuite converties en poudrette.
- En 1850, la voirie de Bondy reçut 230 869 mètres cubes de matières liquides, et 26 123 mètres cubes de matières solides.
- En 1851, malgré l'établissement de plusieurs voiries particulières, la voirie reçut 218 351 mètres cubes de matières liquides, et 28 028 mètres cubes de matières solides.

Il y avait à cette époque, sur les bords des bassins, des amas de poudrette, dont la valeur s'élevait à plusieurs millions de Francs.
Exploité en 1855 par la compagnie Richer, le bail d'exploitation de la voirie de Bondy est racheté vers 1870 par la compagnie parisienne des vidanges et engrais. Cette exploitation devenant compliquée, la voirie est alors plus ou moins abandonnée et les stocks des vidanges sont alors déversés directement dans la Seine. Vers 1880, l'usine est fermée plusieurs mois pour cause d'insalubrité. Après travaux, la compagnie parisienne des vidanges et engrais cède l'exploitation de la voirie de Bondy à la compagnie Lesage (ancienne compagnie Richer) après que celle-ci ait racheté un grand nombre de petites entreprises.